# Fyvie Castle

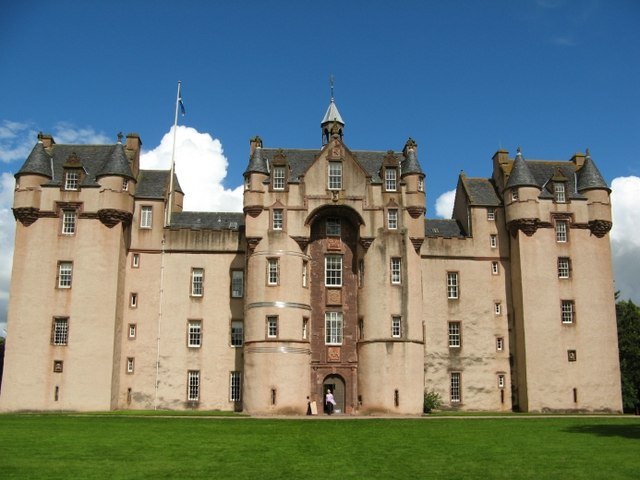
Fyvie Castle

Fyvie Castle är ett slott utanför samhället Fyvie i Aberdeenshire, Skottland. 
De tidigaste delarna av slottet härstammar ifrån 1200-talet (enligt vissa källor byggdes slottet så tidigt som 1211 av Vilhelm I av Skottland). Ursprungligen var Fyvie Castle en kunglig borg, men sedan 1390 gick det i privat ägo och fem olika familjer har satt sin prägel på slottet genom åren innan The National Trust for Scotland köpte det 1984.
Slottet är öppet för allmänheten under sommaren och har en stor samling av möbler, gobelänger, vapen och rustningar men är kanske mest känt för sin stora samling av porträttmålningar. 
Slottet sägs vara hemsökt och har figurerat i flera brittiska TV-program, bland annat Most Haunted.